# Jan Kok (piłkarz)
Johan „Jan” Adolph Frederik Kok (ur. 9 lipca 1889 w Suarabaji  – zm. 2 grudnia 1958 w Zeist) – piłkarz holenderski grający na pozycji pomocnika. W swojej karierze rozegrał 1 mecz w reprezentacji Holandii.

## Kariera klubowa
W swojej karierze piłkarskiej Kok grał w klubie Koninklijke UD.

## Kariera reprezentacyjna
W reprezentacji Holandii Kok zadebiutował 23 października 1908 roku w wygranym 2:0 meczu igrzysk olimpijskie w Londynie ze Szwecją i był to jego jedyny mecz w kadrze narodowej. Na tych igrzyskach zdobył brązowy medal.